# Агент влияния
Агент влияния — лицо, ведущее распространение идей какой-либо организации в среде людей, к этой организации не принадлежащих. В политике агенты влияния обычно продвигают интересы иностранных государств, стран, политических партий и организаций. На современном английском сленге спецслужб агентов лиц, близких по функциям к агентам влияния называют актив (англ. Asset).

## В США
В США термин англ. agent of influence применяется к агентам иностранных держав (во время Холодной войны, обычно Союза ССР), которые «не являясь сотрудниками разведки, используют своё влияние для продвижения советских целей способами, которые трудно приписать Москве». Агентами влияния могли быть американские журналисты, чиновники, профсоюзные деятели, учёные, просто влиятельные люди. Официальный словарь американской контрразведки указывает на советское происхождение словосочетания.
Агенты влияния рассматривается как «простейший и наиболее прямой способ» повлиять на политику другого правительства. Хотя в принципе и возможно сочетание в одном человека агента влияния и обыкновенного шпиона, охотящегося за информацией, это обычно нежелательно для разведки, так как операции влияния привлекают к агенту влияния ненужное для шпиона внимание. Если агент влияния занимает высокий пост в правительстве, он может и сам принять выгодное для иностранного правительства решение. Обычно, однако, в большом бюрократическом государстве работа агента влияния состоит в изменении точки зрения коллег, с тем, чтобы они естественным образом занимали выгодные ему позиции по вопросам. Например, американский экономист Г. Д. Уайт во время второй мировой войны составил секретный план по деиндустриализации нацистской Германии; этот план и его утечка в Германию рассматриваются как успешная операция агента влияния Союза ССР по предотвращению сепаратного мира между Германией и западными союзниками СССР.
Как пример советского агента влияния во Франции приводится П.-Ш. Пате, который в 1976—1978 годах издавал влиятельную публикацию «Синтезис», список рассылки которой включал половину французских парламентариев. Расследование французских специальных органов, начавшееся в 1978 году, выявило, что Пате на деньги КГБ издавал (другой) журнал и писал статьи под псевдонимом с 1961 года.

## В СССР
В СССР агентами влияния назывались заграничные сторонники Советского Союза, которые не занимались шпионской деятельностью за деньги, например, Уилфред Бэрчетт, Кристофер Хилл, и оставшийся анонимным до сих пор «агент DAN» (этот советский смысл термина в англоязычной литературе иногда для большей специфичности транскрибируется как англ. agent vliyaniya вместо употребляемого американской контрразведкой перевода англ. agent of influence). Эти люди, несмотря на свои коммунистические симпатии, часто не вступали в компартии для того, чтобы сохранить свою карьеру.
В позднесоветском политическом узусе термин использовался также для описания противников советского государства, не являвшихся с точки зрения КГБ традиционными шпионами (то есть, не проводивших секретных встреч с представителями иностранной разведки, не пытавшихся получить секретные сведения). Это употребление было введено председателем КГБ СССР Ю. В. Андроповым в секретном докладе Политбюро в 1972 году. По мнению журналиста Артёма Кречетникова, это понятие позволяло подвести под обвинение в измене любого человека, контактирующего с иностранцами или придерживающегося либеральных взглядов.

## Информационная война
В годы Холодной войны спецслужбы противоборствующих стран вели, в том числе, и информационную борьбу. В рамках так называемые «активных мероприятий» против государств и стран Запада КГБ СССР распространял фиктивные сведения, способные нанести моральный урон потенциальному противнику. Так, например, распространялась версия об изобретении вируса СПИДа в секретной лаборатории США, версия о причастности ЦРУ к убийству президента Кеннеди и др. Для придания правдоподобия этим и другим подрывным версиям, КГБ вербовал людей, способных оказывать воздействие на общественное мнение. Британский историк профессор Том Рид пишет:
Советская разведка и разведка других стран Восточного блока весьма преуспели в поддержании контактов с левыми журналистами или интеллектуалами на Западе, которых иногда с их ведома, а иногда без такового, использовали для распространения нужной информации.